# Homaloptera sexmaculata
Homaloptera sexmaculata es una especie de peces de la familia Balitoridae en el orden de los Cypriniformes.

## Distribución geográfica
Se encuentra en la cuenca del río Chao Phraya en Tailandia.

## Hábitat
Es un pez de agua dulce.